# 155P/Shoemaker
155P/Shoemaker è una cometa periodica appartenente alla famiglia delle comete gioviane. La cometa è stata scoperta il 4 marzo 1986 da Carolyn Shoemaker e Eugene Shoemaker. La sua riscoperta il 9 settembre 2002 ha permesso di numerarla. Unica sua particolarità è di avere una piccola MOID con l'asteroide Vesta, che ha portato i due oggetti celesti il 15 luglio 1901, quindi oltre ottanta anni prima della scoperta della cometa, a sole 0,0278 UA di distanza.